# Storia della Società Sportiva Juve Stabia

## Dalle origini al dopoguerra
La storia sportiva della Juve Stabia inizia nel 1907 quando i fratelli Romano e Pauzano Weiss fondano lo Stabia Sporting Club che inizialmente nel circondario costiero era un embrione di polisportiva che comprendeva varie discipline quali scherma, ciclismo, podismo, canottaggio e nuoto. Quattro anni dopo, nel 1911 nacque anche una sezione calcistica che diede inizio al calcio nella città di Castellammare di Stabia.
Il 12 febbraio 1911, gli stabiesi giocarono il loro primo incontro a Torre Annunziata contro la locale formazione dello S.F.A., terminata con il punteggio di 3 a 0 per gli stabiesi, poi, quattro anni dopo il 3 febbraio 1914 lo Stabia giocò la sua prima trasferta a Caserta contro la Casertana terminata con una schiacciante sconfitta per 14 a 0.
In quello stesso anno, inoltre, venne inaugurato anche il nuovo stadio disputando un'amichevole contro la squadra "C" del Naples il cui risultato finale sarà fissato sullo 0 a 0. La formazione dello Stabia di allora, era composta da: Dell’Aquila, Schettino, Celoro, De Rosa, il capitano Laugeri, Amato, Weiss, Pauzano, Romano I°, Romano II° e Cappa.
Nel 1916, poi, la squadra stabiese si affiliò alla F.I.G.C. iscrivendosi al campionato di Terza Categoria dove venne eliminata dal Savoia nelle semifinali con il punteggio di 5 a 1, poi, dopo la pausa bellica causata dalla prima guerra mondiale, il 21 aprile 1919, la società venne rifondata grazie all'avv. Vincenzo Bonifacio disputando una gara amichevole contro una compagine di marinai inglesi chiamata "War Lion", conclusasi con un secco 6 a 0 per gli stabiesi, inoltre, sempre nello stesso anno, nel mese di agosto fu fondato un nuovo sodalizio che si chiamava Sport Club War, che nell’anno seguente (1920) si fonderà con lo Stabia affiliato alla F.G.C.I. Lega Sud.
In quegli anni, il percorso sportivo per gli stabiesi era molto frenetico, infatti, in una sfortunata annata, i gialloblù persero una gara di qualificazione per la Prima Categoria (l’attuale Serie A) perdendo con il Savoia, per 3 a 2 con i gol di Spera e Sarcinelli per lo Stabia.
Nel 1921, lo Stabia si conquistò la promozione in Prima Categoria battendo in trasferta il Portici, poi, durante la stagione in Prima Categoria le partite casalinghe dello Stabia, vennero disputate, sul campo dove attualmente è ubicato il mercato ortofrutticolo e solo in seguito, nel 1924, fu recintato. La stampa dell’epoca, ribattezzò quel campo “caienna”, per il fatto che nessuna squadra riusciva a battere lo Stabia sul proprio terreno di gioco e proprio grazie a queste prerogative, lo Stabia ottenne la vittoria di un campionato di Promozione e due di Seconda Categoria. In seguito, la squadra ottenne dopo un tira e molla con l'amministrazione comunale di Castellammare di Stabia un terreno sul quale costruire il nuovo stadio e dove attualmente sorge il “Romeo Menti”. 
In tutti gli anni venti, lo Stabia, disputò diversi campionati tra Prima e Seconda Categoria, poi, nel 1929 si iscrisse al campionato di terza serie fece la spola tra i dilettanti fino al campionato di Prima Divisione 1936-1937 dove lo Stabia vinse il proprio girone senza subire sconfitte oltre alla Coppa di Natale, messa in palio dal Direttorio Regionale, battendo nella gara di ritorno, la Casertana per 5 reti ad 1. Nel 1937, poi, ad opera di Salvatore Russo, nacque a Castellammare una nuova società sportiva, che prese il nome di A.C. Juventus Stabia che partecipò a tornei dilettantistici fino al 1944, mentre l’anno successivo si iscrisse alla FIGC. 
Nel 1945, in piena Seconda Guerra Mondiale, lo Stabia partecipò al torneo Campano misto tra squadre di Serie A, B e C dove dopo un campionato molto combattuto, lo Stabia vinse la finale contro la Salernitana, aggiudicandosi il torneo. Tra i protagonisti di quella stagione nella rosa stabiese vi era anche il grande ed indimenticato Romeo Menti scomparso sulla collina di Superga, nel tragico incidente aereo del 4 maggio 1949 e al quale è stato dedicato lo stadio di Castellammare di Stabia.

## Dagli anni cinquanta agli anni settanta
Dopo aver conquistato la Serie C nel 1947-1948, lo Stabia sotto la presidenza di Giuseppe Donnarumma e Sentimenti in panchina arrivò primo in Serie C nella stagione 1950-1951, a pari punti con il Foggia dove il 17 giugno 1951, nello spareggio giocato a Firenze, lo Stabia s'impose per 2-0 con una doppietta di Cereseto e si guadagnò la promozione in Serie B. La rosa della prima promozione in Serie B dei gialloblù era composta da: Giudici, Ciccone, Casuzzi, Sforza, Carissimi, Marra, Parvis, Palma G., Ferrari, Bellini, Piermattei, Lasagna, Celardo, Greselin, Rosi e Riconda.
Quando lo Stabia, raggiunse la Serie B, fallì, la Juventus Stabia divenne inaspettatamente il primo club cittadino e per l'occasione abbandonò il bianconero ed assunse il gialloblù, richiamandosi similmente al precedente Stabia, dove ai colori della città nella stagione di Serie B 1951-1952 le vespe affrontarono squadre di valore come il Genoa, la Roma e il Venezia. A fine stagione, lo Stabia non riuscì a salvarsi e chiuse all'ultimo in classifica lasciando immediatamente la Serie B. L'anno successivo, le cose andarono ancora peggio, in quanto lo Stabia chiuse al 16º posto con nuova retrocessione, condita da un nuovo fallimento societario.
Il decennio che va dalla fine degli anni '50 e fino all’inizio degli anni '70, rappresentò per il calcio stabiese un periodo anonimo, durante il quale la Società Sportiva Juventus Stabia erede della defunta Associazione Calcio Stabia disputò senza alti e bassi, campionati di IV Serie e Serie D dove solo sotto la guida di mister Moscardo, ci furono timidi segnali di ripresa volti verso traguardi più ambiziosi ma vanificati in breve tempo. I calciatori che vestirono la maglia giallo-blè in quegl’anni furono tanti, tra i quali ricordiamo il centravanti mattatore Ceccotti, Pagura, Mancuso, Palumbo, e i fratelli Salvatore e Giovanni Di Somma.

## Gli anni settanta

La Juve Stabia vincitrice del campionato di Serie D 1971-1972.

Gli anni settanta, per la Juve Stabia iniziarono meglio del precedente decennio e con la squadra passata nelle mani del comm. Giuseppe Abbagnale già nella stagione 1970-1971 si cominciò ad allestire una squadra da Serie C, ma, nonostante gli sforzi, le vespe si classificarono all'undicesimo posto in classifica, poi, nel campionato successivo di Serie D 1971-1972 tra grossi sacrifici con Pietro Santin in panchina arrivò una sudata promozione in Serie C avendo la meglio sulla Nocerina e rimanendo in testa alla classifica dalla seconda giornata. 
Due stagioni dopo, con la disputa di un campionato disastroso, la Juve Stabia retrocesse nuovamente in Serie D e ci rimase per due anni consecutivi, dove il primo anno nella stagione 1974-1975, sfiorò l'immediato ritorno perdendo lo spareggio con il Potenza, dopo aver terminato il campionato a pari punti. Nella finale disputata allo Stadio San Nicola di Bari, la Juve Stabia con un seguito di 5.000 tifosi stabiesi, non riuscì nell'impresa di battere i potentini che sbloccarono il risultato alla fine del secondo tempo supplementare. Nel campionato 1975-1976, le vespe pur essendo protagoniste non riuscirono a guadagnarsi la promozione e conclusero al terzo posto, dietro Paganese ed Avezzano. 

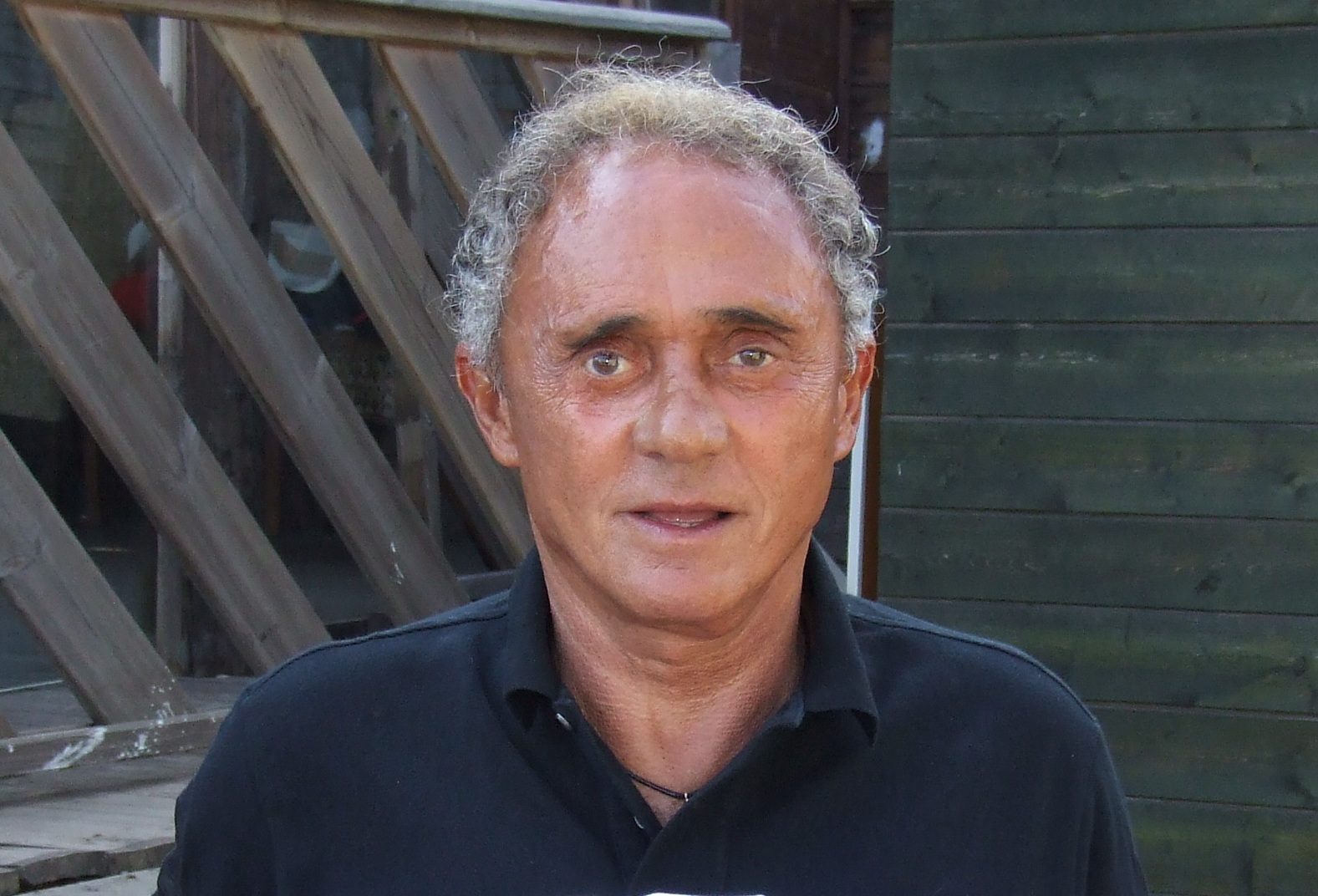
Gianni Di Marzio allena la in Serie C nel 1972-1973.

Anche nell'anno successivo, ci fu lo stesso esito, nonostante lo svolgimento di un buon campionato, come nella stagione 1976-1977 gli stabiesi si fecero beffare all'ultima giornata dal Potenza, sua grande rivale vittoriosa per 1 a 0, lasciando così via libera alla Cavese che si aggiudicò il torneo a quota 51, con le vespe seconde a 49 punti.
Nel campionato 1977-1978, la Lega decise di ristrutturare il torneo di Serie C, scindendo la stessa in due divisioni: Serie C1 e Serie C2, dove per essere promossi bastava classificarsi tra i primi sei. Al termine della stagione, le vespe, nonostante un buon campionato, si classificarono all'ottavo posto, perdendo il sogno promozione in Serie C2 che si concretizzò nella stagione 1978-1979 con Nicola D'Alessio Monte in panchina e con una rosa formata da: Fumarola, Schettino, Lusuardi, Cenci, Fazzi, Iancarelli, Caligiuri e altri ancora. 

La squadra stabiese promossa in Serie C2 al termine del campionato 1978-1979.

Dopo la promozione in Serie C2 per la Juve Stabia, ci furono importanti novità non solo sotto l'aspetto societario, ma anche sotto il profilo dei risultati, che però vengono allietati dalla conquista, da parte degli Allievi, del titolo di Campione d'Italia di categoria e della conquista del Campionato nazionale Dante Berretti per le squadre di Serie C1 e Serie C2 l'anno successivo.
Nella stagione 1979-1980, la Juve Stabia, chiude il decennio degli anni settanta in Serie C2 con il 7º posto in campionato.

## Gli anni ottanta
Gli anni ottanta, per la Juve Stabia, iniziarono prima con la retrocessione in Serie D al termine del campionato di Serie C2 1980-1981 e poi con il disastroso evento sismico che colpì l'Irpinia, e che coinvolse anche la città di Castellammare di Stabia dove venne colpito lo Stadio San Marco, per cui la Juve Stabia costringendo la Juve Stabia ad emigrare per quasi cinque anni. I primi anni ottanta passarono per le vespe nell'anonimato con campionati mediocri, poi, nel 1982 venne costituita una nuova società S.p.A., grazie all'entusiasmo di Vincenzo Zurolo, nuovo presidente della Juve Stabia e di alcuni suoi collaboratori.
La squadra, allenata dall'ex-portiere Lido Vieri, si classificò, nel Campionato Interregionale 1983-1984 al 5º posto e l'anno successivo sul terreno dello Stadio Comunale di Scafati sempre con Lido Vieri in panchina, gli stabiesi si espressero ad altissimi livelli conquistandosi una promozione in Serie C2 all'ultima giornata vincendo contro la Vigor Lamezia, poi, nello stesso anno la Juve Stabia tornò a giocare anche Stadio Romeo Menti, che venne inaugurato, dopo lunghi lavori di ristrutturazione, con un incontro amichevole vinto per 3-2 contro l'Avellino del capitano Salvatore Di Somma, poi diventato dirigente stabiese, davanti a 15.000 spettatori.
La Juve Stabia iniziò il suo nuovo percorso in Serie C2, nel 1985-1986 con un tredicesimo posto finale nel girone D, mettendo in vetrina il giovane Marcello Prima, vincitore della classifica capocannonieri, con 21 reti segnate e idolo di tutti i tifosi gialloblù. La stagione 1986-1987 vide le vespe partire favorite per una storica promozione in Serie C1 con il gradito ritorno in panchina di Angelo Carrano, ma i risultati tardarono ad arrivare e il C.T. venne licenziato. Al suo posto venne chiamato Vincenzo Montefusco, ma dopo un breve periodo, rinunciò e così venne richiamato Angelo Carrano che dopo uno sprint finale concluse solamente al 5º posto. Nel torneo 1987-1988, le vespe conquistarono una risicata salvezza condita da problemi societari e da una nuova retrocessione nel campionato 1988-1989, dopo che si erano alternati alla guida tecnica prima Lido Vieri e poi Renzo Aldi.

## Gli anni novanta

La Juve Stabia in finale play off nel 1993-1994.

Alla fine del Campionato Interregionale 1990-1991 con la promozione in Serie C2, la società sull'orlo di una nuova crisi economica venne rilevata da Roberto Fiore che puntò deciso al ritorno in Serie C1 dove con l'arrivo in panchina di Luís Vinício la squadra colse la salvezza dopo aver vinto lo spareggio con il Cerveteri, successivamente salvatosi dopo i play-out con Valdagno e Teramo. In questi anni, nella squadra militarono calciatori come Mauro Ruffelli, Condemi, Puntureri, Izzo, Giuseppe Ruotolo ed altri, allenati dall'ex Napoli Cané e poi Santosuosso. Il capitano era in un primo momento Ruotolo, che cedette poi la fascia al più esperto Izzo.  La promozione in Serie C1 arrivò al termine della stagione 1992-93, quando i gialloblù vinsero il proprio girone collezionando 46 punti.
Il club, nel 1996 poi modificò la propria ragione sociale in Associazione Calcio Juve Stabia e nell'esordio in terza serie, tentò subito il ritorno in Serie B, disputando un ottimo campionato e giungendo in finale dopo aver eliminato la Reggina. La finalissima ebbe luogo al San Paolo di Napoli contro la Salernitana che vinse per 3-1 nei confronti delle vespe. Dopo cinque anni, la Juve Stabia sfiorò l'ennesima promozione in Serie B nella stagione 1998-99, grazie ad un terzo posto con Giuliano Zoratti in panchina e con in rosa calciatori del calibro di Roberto Amodio e Gaetano Fontana, giunge terza in classifica, e in virtù di questo piazzamento ottiene la qualificazione ai play-off.

Gaetano Musella, il capitano delle vespe negli anni novanta.

Nelle semifinali play-off, gli stabiesi regolarono il Giulianova, rifilando 2 reti a 0 nel ritorno a Castellammare ribaltando la sconfitta per 3 a 2 nel match d'andata, poi, nella finale disputata il 13 giugno 1999 al Partenio di Avellino contro il Savoia, le vespe persero 2-0 contro i bianchi, vedendo sfumare la Serie B per la seconda volta nel giro di pochi anni.
L'anno successivo, nella stagione 1999-2000, la squadra allenata da Salvatore Di Somma prima e da Fausto Silipo poi, disputò un campionato disastroso che portò le vespe stabiesi a giocarsi la salvezza ai play-out da quattordicesima, contro l'Atletico Catania. Gli incontri terminano rispettivamente 3-0 al Cibali ed 1-0 al Romeo Menti, risultati che costano la retrocessione in Serie C2 e il fallimento giunto nel 2001.

## Gli anni duemila
Nell'estate del 2002, dopo un anno di inattività agonistica, l'imprenditore stabiese Paolo D'Arco, acquistò prima il titolo del Comprensorio Nola e poi cambiò la denominazione in Comprensorio Stabia permettendo la partecipazione al campionato di Serie D 2002-2003 classificandosi, a nono posto in classifica dopo un inizio difficile. L'annata successiva, la società riprese la denominazione di Società Sportiva Juve Stabia, e durante il calciomercato estivo, ad opera del direttore sportivo Nicola Pannone, si costruì una rosa dove col Potenza dopo un testa a testa durato fino all'ultima giornata, le vespe si aggiudicarono lo scontro diretto (2-1) e la promozione diretta in Serie C2, vincendo anche la Coppa Italia Serie D al termine della finale con la Massese (battuta 4-2) disputata davanti ai 12.000 del Menti.
Lo Stabia, ritornato nei professionisti dopo tre stagioni rinforzò ulteriormente la propria rosa per tornare in breve tempo in Serie C1 e dopo un secondo posto dietro il Manfredonia, ai play-off la squadra venne eliminata dalla Cavese, ma, grazie alla mancata iscrizione di varie società delle serie superiori, nell'estate 2005 venne ripescato in Serie C1.
Nella stagione 2005-2006, con una terza serie arricchita dalla presenza di squadre come Napoli (battuto 3-1 al Romeo Menti nel derby) e Perugia, le vespe chiusero penultime, salvandosi ai play-out alle spese dell'Acireale vincendo in casa (2-1) e pareggiando poi in Sicilia (1-1).
L'anno successivo, nella stagione 2006-07, la Juve Stabia si alternò tra la zona play-off ed il 7º posto, uscendo dalla zona alta solo a due giornate dalla fine.
Nel campionato 2007-08, invece, i gialloblè giungono quindicesimi nel girone B della Serie C1, guadagnando tuttavia l'opportunità di salvarsi ai play-out riuscendoci, grazie alla vittoria in casa del Lanciano per 1 a 0 e al pareggio a reti bianche disputato a Castellammare di Stabia.
Dopo l'ammissione al nuovo campionato di Lega Pro Prima Divisione, nella stagione 2008-09 sempre nel girone B, la nuova società, guidata dai presidenti Francesco Manniello e Franco Giglio (ex presidente del Sorrento), affidarono la squadra a Maurizio Costantini che dopo un avvio non esaltante dopo una sconfitta esterna contro il Foggia, venne esonerato per far posto a Massimo Morgia. Alla quart'ultima partita del girone di andata il tecnico si dimetterà e il suo posto verrà occupato da Dario Bonetti, il quale anch'egli esonerato fece tornare in panchina Maurizio Costantini, che farà il suo nuovo esordio in un Menti completamente messo a nuovo il 15 marzo 2009, in occasione del derby di ritorno con la Cavese perso per un gol.
Al termine della stagione, le vespe andarono ai play-out nuovamente contro il Lanciano, dove nella gara di andata disputata il 31 maggio 2009 a Castellammare, gli stabiesi vinsero 2-1, poi, nella gara di ritorno, disputata il 7 giugno 2009 a Lanciano, lo Stabia venne sconfitto 0-1 e retrocedette in Lega Pro Seconda Divisione.
Dopo l'amara retrocessione, la società stabiese, sentì il dovere di ritornare subito in Lega Pro Prima Divisione, così, durante la sessione di calciomercato, venne allestita una vera corazzata da parte del Direttore Sportivo Gigi Pavarese, guidata in panchina da Massimo Rastelli. I risultati arrivarono, e i gialloblè conclusero la prima parte del torneo 2009-2010 in cima alla classifica, poi, alla penultima giornata, grazie al successo ai danni del Cassino per 2-0 ed al contemporaneo pareggio per 1-1 fra Catanzaro e Brindisi, la Juve Stabia tornò dopo appena un anno in Lega Pro Prima Divisione.

## Gli anni duemiladieci
Nella stagione 2010-2011 la Juve Stabia affidò l'allestimento della rosa a Salvatore Di Somma, mentre in panchina arrivò Piero Braglia, sotto la cui gestione gli stabiesi disputarono un torneo al di sopra di ogni aspettativa, tanto da aggiudicarsi ad aprile il primo trofeo: la Juve Stabia vinse la Coppa Italia Lega Pro battendo in finale il Carpi (che in semifinale aveva eliminato la Nocerina nel doppio confronto).
Al termine dell'ultima giornata di campionato (pareggio al Ciro Vigorito di Benevento per 1-1) la Juve Stabia ebbe accesso ai play-off da quinta classificata, ritrovandosi ad affrontare proprio i sanniti. In casa, davanti a 10 000 spettatori, riuscì a vincere 1-0, grazie alla rete di Molinari, mentre la partita di ritorno terminò con il risultato di 1-1: a segnare fu Tarantino su calcio di rigore, assegnato per un fallo commesso ai danni di Mezavilla. Passata in finale, la Juve Stabia affrontò l'Atletico Roma. La partita d'andata fu disputata in uno Stadio Romeo Menti gremito da 13 000 spettatori (tutto esaurito): il risultato finale fu di 0-0. La gara di ritorno finì 2-0 per le vespe (reti di Morris Molinari e Giorgio Corona), che così, al terzo tentativo, riportarono la Serie B alle falde del Faito dopo sessant'anni.

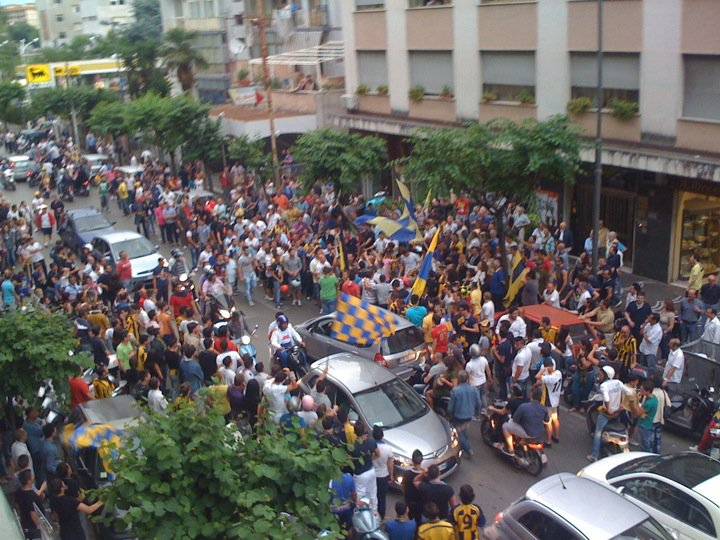
Tifosi in festa dopo la sfida play-off vinta contro l'Atletico Roma.

Dopo la storica promozione, il sodalizio gialloblù confermò in panchina Piero Braglia, ma il campionato non iniziò nel migliore dei modi: alla prima giornata le vespe persero sul campo dell'Empoli che, trovatosi in svantaggio grazie a un gol di Danilevičius, riuscì a ribaltare il risultato. Il debutto interno avvenne nel posticipo della seconda giornata di campionato, ma anche qui i gialloblù subirono una sconfitta per 2-1 contro il Verona. Il primo successo della stagione avvenne nel match interno col Pescara di Zeman, battuto per 3-2 in rimonta, con un "cucchiaio" su calcio di rigore di Erpen al 90'. La prima stagione in Serie B è ricordata perché le vespe conseguirono il miglior piazzamento in cadetteria, grazie al nono posto finale.

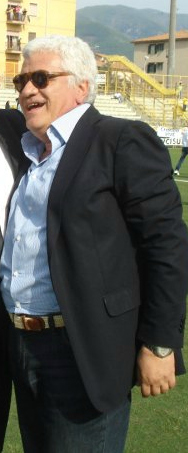
Francesco Manniello, presidente della Juve Stabia dal 2008 al 2020

La stagione 2012-2013 vide la Juve Stabia alle prese con un calciomercato estivo molto difficile, con le partenze di Molinari e Tarantino, che non rinnovarono, mentre Sau tornò al Cagliari per fine prestito. In panchina rimase Piero Braglia. Salvatore Di Somma riuscì ad allestire la rosa quasi completa per il 19 luglio 2012, prima della partenza per il ritiro di Gubbio. Il 19 agosto gli stabiesi batterono ai tiri di rigore (1-1 dopo i tempi supplementari) la Sampdoria al terzo turno di Coppa Italia, qualificandosi inopinatamente al quarto turno, dove sfidarono all'Artemio Franchi la Fiorentina: contro i viola persero l'accesso al turno successivo il 28 novembre 2012. In campionato le cose andarono decisamente meglio, poiché la squadra campana si ritrovò a fine girone d'andata in piena zona play-off. Il calciomercato della sessione invernale si rivela, tuttavia, poco soddisfacente: sono ceduti il calciatore belga Maury e il bomber lituano Danilevicius, mentre i nuovi acquisti deludono le aspettative. La Juve Stabia, infatti, disputerà un girone di ritorno mediocre, riuscendo a ottenere la certezza della salvezza soltanto alla penultima giornata.
In estate il presidente Francesco Giglio decise di lasciare la Juve Stabia all'amico Manniello, per dedicarsi meglio alle sue attività lavorative. La nuova dirigenza confermò in panchina il tecnico Piero Braglia, con una rivoluzione totale della rosa. Infatti restarono soltanto pochi calciatori della passata stagione, tra cui il capitano Caserta, mentre Dicuonzo, Scognamiglio, Mbakogu e Zito lasciarono la squadra per fare posto a nuovi calciatori come Samuel Di Carmine, in arrivo dal Cittadella, lo stabiese Gigi Vitale, in arrivo dal Napoli, e Scozzarella, che fece il proprio ritorno, oltre agli esperti difensori Contini e Lanzaro. In occasione dalla Coppa Italia si giocò Juve Stabia-Gubbio, che terminò 3-0 per le vespe stabiesi, che però il 17 agosto furono poi eliminate dal Varese ai rigori, dopo che il match era terminato 1-1. La prima partita del campionato di Serie B, il 24 agosto in trasferta contro il Pescara, si chiuse con il punteggio di 3-0 per gli abruzzesi. A causa dei risultati negativi la società decise di esonerare l'allenatore della scalata in Serie B, Piero Braglia. Gli subentrò Fulvio Pea, che successivamente fu esonerato per far spazio al ritorno del primo; tuttavia il nuovo cambio non portò i frutti sperati per le vespe, che retrocessero aritmeticamente in Lega Pro con sei giornate d'anticipo il 26 aprile 2014, a seguito della sconfitta per 3-0 sul campo del Trapani.
Ritornati in Lega Pro dopo un triennio, nella stagione 2014-2015 la Juve Stabia si classificò quarta con 70 punti e raggiunse i play-off per accedere alla serie cadetta, dove fu eliminata già al primo turno dopo aver perso ai tiri di rigore per 5-4 contro il Bassano. Nella stagione successiva le vespe conclusero al 10º posto con 42 punti, riuscendo ad evitare i play-out verso le ultime giornate. Nella stagione 2016-2017 si classificarono al quarto posto in Lega Pro (venendo poi eliminati ai play-off dalla Reggiana, così come nel 2017-2018, nella nuova Serie C: dopo aver eliminato la Virtus Francavilla nel secondo turno dei play-off, uscirono di scena agli ottavi, nuovamente contro la Reggiana, dopo due pareggi (0-0 in casa e 1-1 in trasferta), penalizzati dal peggior piazzamento in classifica nella stagione regolare nel proprio girone. La stagione 2018-2019 di Serie C vede la squadra disputare un ottimo campionato: battendo la Vibonese per 2-1 tra le mura amiche la squadra ottenne con due giornate d'anticipo la promozione in Serie B, dopo aver condotto la classifica dall'inizio del torneo.

## Gli anni duemilaventi

### Ritorno in B (2019-presente)
Al ritorno in cadetteria nel 2019-2020, la squadra riesce a consolidarsi nel girone d'andata chiuso fuori dalla zona retrocessione, ma il ritorno si rivelerà negativo: la pandemia sospende il campionato da marzo a maggio, quindi alla ripresa le vespe non reggono il confronto e totalizzano solo 5 punti, retrocedendo in C. 
La stagione 2020-2021 parte con la volontà di voler tornare immediatamente in Serie B: la regular season si conclude con un buon 5º posto e ai play-off i gialloblu vengono eliminati dal Palermo. Nella stagione 2021-2022 la squadra si classifica all"11º posto mancando l'accesso ai play-off, piazzamento lievemente migliorato nella stagione 2022-2023, pur riuscendo ad entrare nei play-off grazie alla 10ª posizione. Le vespe vengono eliminate dai pugliesi dell'Audace Cerignola al primo turno pre-nazionali. Nella stagione 2023-2024, la Juve Stabia affida la panchina a Guido Pagliuca, il quale porta le Vespe a rimanere stabilmente prime e ottiene la promozione diretta dopo il pareggio contro il Benevento tornando dunque in Serie B dopo 3 anni.
Al ritorno nella serie cadetta la Juve Stabia, che ha confermato Pagliuca, disputa un campionato sorprendente, trascinato da Andrea Adorante, capocannoniere della squadra con 15 reti, terminando al quinto posto e arrivando a giocarsi i playoff per la prima volta nella sua storia. Dopo aver battuto il Palermo nel turno preliminare, la Juve Stabia viene eliminata dalla Cremonese per un totale di 4-2.